# メガリ
メガリ（Megelli Motorcycles）は、イギリスリンカンに本社を置くオートバイメーカーである。2007年のミラノEICMAにおいて初めて出品した。2004年にSLD UK役員のバリー・ホールによって設立された。2005年7月に試作車を製造し、2007年にオートバイ製造開始。以前は、イオンのATV、ミニバイクやピットバイクなどのオフロードを専門としていた。現在はヨーロッパ、アジア、オーストラリア、アフリカ、北米、南米合わせて37か国で販売されている。最終的な部品の組み立ては中国で行われ、約75％は台湾で行われている。セラミック加工のシリンダーはSYM、スピードメーターはKOSOが製造している。チェコのオートバイメーカー、ブラータのオートバイも製造している。

## 製品

### スーパーモト
- スーパーモト125

### ネイキッド
- ネイキッドストリートバイク125

### スポーツ
- スポーツバイク125